# Victorian Railways

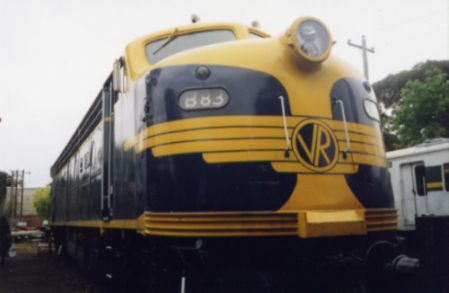
Ett diesellok från Victorian Railways

Victorian Railways, VR, var ett delstatsägt järnvägsbolag i delstaten Victoria i Australien. Företaget existerade under olika organisationsformer mellan 1859 och 1983, efter 1973 under namnet VicRail. Dess uppgifter övertogs 1983 av State Transport Authority och Metropolitan Transit Authority. Dessa slogs 1989 samman till Public Transport Corporation, som 1999 styckades upp och privatiserades.